# Phân bộ Gõ kiến
Phân bộ Gõ kiến (danh pháp khoa học: Pici) là một trong hai phân họ thuộc bộ Gõ kiến (Piciformes), và bao gồm hai phân thứ bộ: Ramphastides (toucan) and Picides (chim gõ kiến). Các loài thuộc phân bộ này thường được gọi là chim dạng gõ kiến thực sự.

## Phân loại
- Ramphastides
  - Megalaimidae
  - Lybiidae
  - Capitonidae
  - Semnornithidae
  - Ramphastidae
- Picides
  - Indicatoridae
  - Picidae